# McFarland & Company
McFarland & Company (Макфа́рленд энд Ко́мпани) — американское независимое научное издательство, расположенное в городке Джефферсон (штат Северная Каролина, США).
Издательство было основано в 1979 году Робертом Франклином. Специализируется на академических и справочных работах, а также на научно-популярной литературе для взрослых. По данным на 2019 год издательство выпустило около 7800 наименований книг; в его штате состояло около 50 человек. Средний начальный тираж книги, напечатанной в издательстве составляет 600 копий. Почти все они продаются библиотекам или отправляются подписчикам по почте (в основном, через Amazon, в том числе в такие страны как Иран, Ирак и Северная Корея), в свободную продажу не поступают. По тематике много книг посвящено спорту (особенно истории бейсбола), военной истории, шахматам и кино. К 2005 году McFarland & Company публиковало около 275 научных монографий и справочников в год, к 2007 году — около 320.
Из академических журналов, публикуемых издательством, можно отметить «Журнал информационной этики» (издаётся с 1992 г., посвящён информационной этике и информационной науке), «Обзор Северной Кореи» (издаётся с 2005 г., посвящён «сложностям и угрозам, которые представляет Северная Корея для глобальной стабильности»).